# Edgell Bay
Die Edgell Bay (in Argentinien Bahía Don Samuel) ist eine 2,5 km breite und ebenso lange Bucht an der Nordostseite von Nelson Island im Archipel der Südlichen Shetlandinseln.
Die Bucht ist erstmals auf einer Karte aus dem Jahr 1822 des britischen Robbenjägers George Powell verzeichnet. Wissenschaftler der britischen Discovery Investigations nahmen zwischen 1934 und 1935 eine neuerliche Kartierung und die Benennung vor. Namensgeber ist Vizeadmiral John Augustine Edgell (1880–1962), Hydrograph der Royal Navy von 1932 bis 1945. Namensgeber der argentinischen Benennung ist die Don Samuel, ein 1925 gebauten Walfänger der auf Südgeorgien ansässigen Compañía Argentina de Pesca, der 1947 an einer argentinischen Antarktisexpedition beteiligt war.